# Trine 3: The Artifacts of Power
Trine 3: The Artifacts of Power est un jeu vidéo de plates-formes et de réflexion développé et édité par Frozenbyte, sorti en 2015 sur Linux, Windows, Mac OS et PlayStation 4.
Le jeu est la suite de Trine 2 et le premier de la série à évoluer dans un monde en 3D. Il reprend les éléments scénaristiques des opus précédents : le joueur contrôle trois personnages avec des capacités complémentaires, lui permettant d'évoluer dans plusieurs niveaux. Les personnages sont les mêmes que dans Trine et Trine 2 : Amadeus le Magicien, Zoya la voleuse et Pontius le chevalier. Ces personnages ont cependant moins de capacités spéciales et n'évoluent plus au cours du jeu, afin de simplifier le gameplay.
Le jeu est plutôt mal reçu par la presse et les joueurs, le considérant certes magnifique d'un point de vue visuel, mais trop court et sans réel ajout par rapport aux épisodes précédents.

## Trame

### Personnages
Le joueur peut jouer trois personnages selon sa convenance et selon les énigmes à résoudre. Chaque personnage a ses spécificités, obligeant le joueur à utiliser le bon personnage pour passer certains obstacles. Ces personnages sont les mêmes que dans les deux épisodes précédents de Trine mais leur système de jeu a été adapté pour le monde en 3D.
De plus, l'arbre des compétences disponibles auparavant a disparu : certaines compétences déblocables au fil des épisodes précédents ne sont plus disponibles et toutes les compétences des personnages sont disponibles dès le début.

#### Zoya la Voleuse

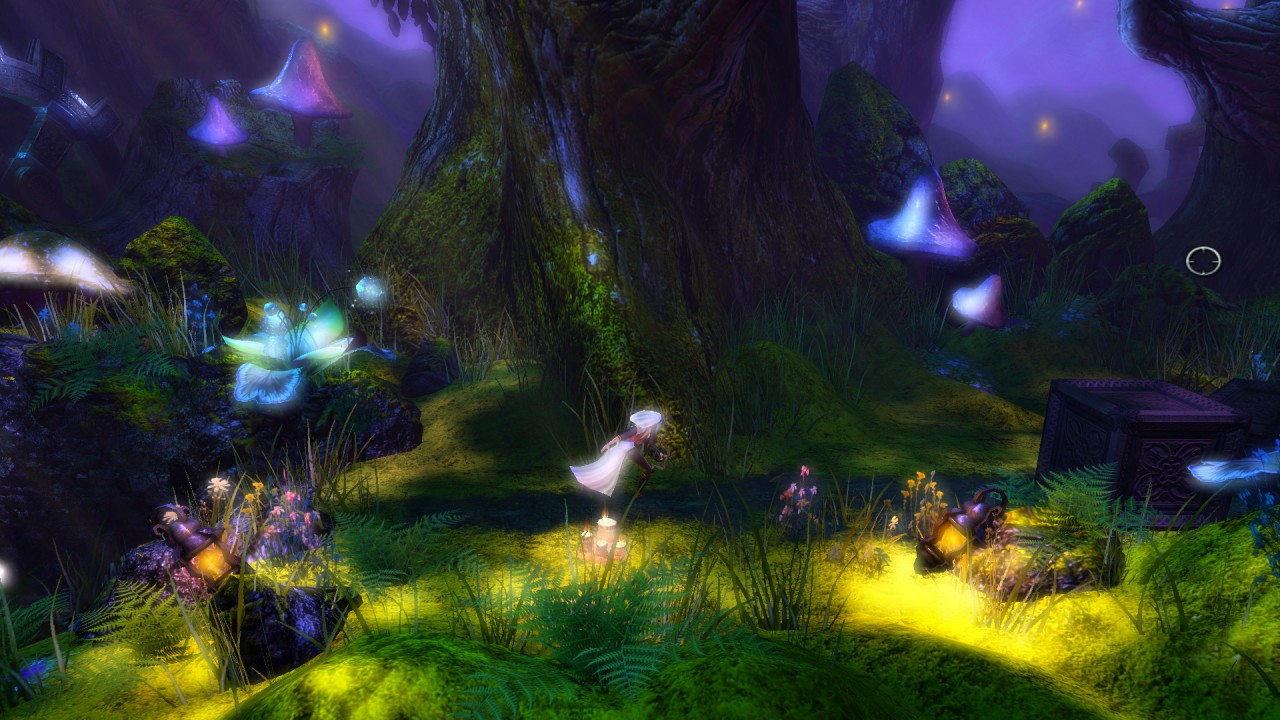
La Voleuse dans le premier épisode Trine.

Zoya la Voleuse possède divers talents :
- la flèche : la Voleuse utilise son arc pour tuer les ennemis à distance ou hors d’atteinte pour ses deux compagnons. Ces flèches permettent également d'activer certains mécanismes. N’importe quel tir de flèche peut être « chargé » (en maintenant le bouton de lancer) pour un effet plus puissant et plus précis. Les flèches sont illimitées ;
- le grappin : il permet à la Voleuse de se suspendre à toutes les surfaces en bois. Elle peut notamment se balancer pour gagner de l’élan et atteindre certaines zones.

#### Pontius le Chevalier

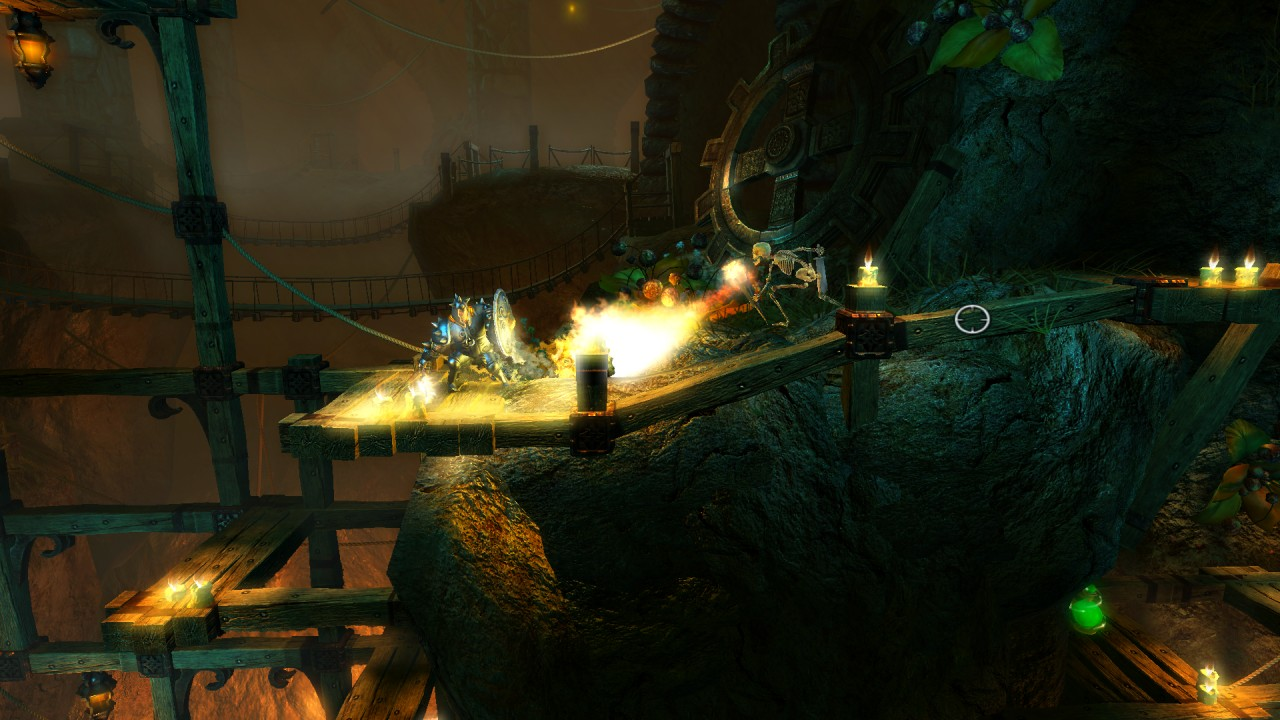
Le Chevalier dans le premier épisode Trine.

Les talents de Pontius le Chevalier dépendent principalement de ses armes :
- L’épée : elle permet au Chevalier de porter des coups rapides et puissants qui infligent de lourds dégâts aux ennemis. Le Chevalier peut « charger » ses coups d’épée pour donner des coups plus puissants ;
- Le bouclier : le Chevalier peut diriger son bouclier dans n’importe quelle direction (devant lui pour parer les coups des ennemis, au-dessus de sa tête pour se protéger des chutes de débris, etc.) et ainsi résister à la plupart des dangers.

#### Amadeus le Magicien

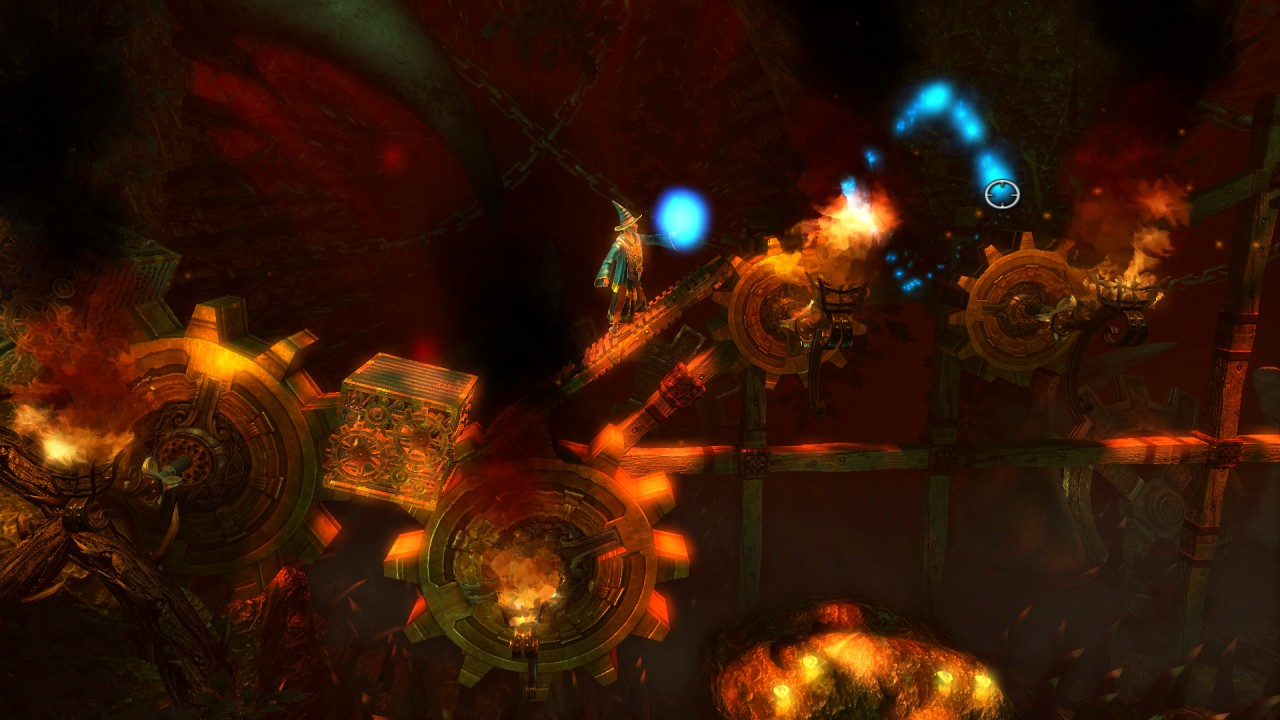
Le Magicien dans le premier épisode Trine.

Amadeus le Magicien a plus d’un tour dans son sac, mais chacun d’entre eux lui coûte de l’énergie :
- Télékinésie : le Magicien est capable de déplacer n’importe quel objet à distance, par magie. Il existe toutefois des exceptions pour ne pas trop faciliter le jeu : par exemple, les fioles ne peuvent être déplacées par magie ;
- Les cubes : Amadeus est capable de faire apparaître un cube qu'il peut ensuite déplacer à souhait. Le cube subit les lois normales de la gravité et peut permettre d'activer des plates-formes grâce à son poids.

### Histoire
Les trois personnages Amadeus, Pontius et Zoya ont conclu que vivre commandé par un puissant artefact magique n'était pas acceptable sur le long terme. Ces héros essayent donc de rendre leurs pouvoirs à l'artefact, appelé Trine. Mais à force de jouer avec leurs pouvoirs, ils font exploser l'artefact, et un cruel sorcier s'en échappe. Avec l'artefact désormais endommagé pour les guider, ils doivent désormais tenter de le réparer pour éviter le pire.

## Système de jeu
Le Joueur incarne tour à tour les trois personnages de l'univers de Trine, en changeant à volonté en fonction de ses besoins (chaque personnage a des capacités différentes). Le jeu est découpe en plusieurs épisodes ou niveaux. Chaque niveau est un décor 3D d'un lieu de l'univers. Le joueur doit se déplacer malgré les obstacles et les ennemis à combattre pour atteindre le lieu de fin du niveau. Sur le chemin il rencontre parfois des éléments narratifs qui structurent l'histoire. Il doit également ramasser le maximum de "Trinangles" disséminés dans tout le niveau. En effet, pour débloquer les niveaux suivants, un nombre minimum de trinangles trouvés tout au long du jeu est demandé...
Différents joueurs peuvent se connecter en ligne pour jouer en multijoueur un niveau. Des niveaux bonus créés par des utilisateurs de Steam peuvent également être téléchargés et joués indépendamment du reste du jeu.

## Développement

### Conception
Le jeu est annoncé par Frozenbyte début mars 2015, via un trailer. Le jeu dispose d'un budget de 5,4 millions de dollars, le triple de Trine 2, justifié par l'introduction d'un univers 3D, considéré comme un « challenge prenant du temps », ainsi qu'un redesign complet des capacités des personnages.
Un mois après son annonce, le jeu est disponible accès anticipé, le 21 avril 2015 afin d'obtenir l'avis des joueurs sur les nouveaux éléments de gameplay, notamment l'environnement 3D. Cette version ne comporte que deux niveaux, mais les développeurs promettent un jeu final « beaucoup plus long ».

### Bande son
La bande son du jeu est composée par Ari Pulkkinen, qui a déjà réalisé les musiques des deux jeux précédents de la série.

## Accueil
À son annonce le 2 mars 2015, Trine 3 est reçu positivement par les médias : dévoilé en vidéo, les journalistes font remarquer la qualité graphique ainsi que l'arrivée de la 3D et expriment leur impatience,,. Cependant le jeu reçoit un accueil mitigé de la part de la presse spécialisée à sa sortie. Le jeu obtient un score de 68 / 100 sur Metacritic et 71 % sur MobyGames,.
Alexandre Hubert, rédacteur de Jeuxvideo.com, salue les détails apportés à l'univers et aux graphismes du jeu ainsi que le « travail d'orfèvres sur le level design ». De même, il note une bande originale soignée et un doublage français de qualité. Alexandre Hubert souligne toutefois la disparition d'éléments par rapport aux opus précédents et le peu d'utilité du chevalier, qui n'est pas utile à la plupart des énigmes. Bien que plus facile que les opus précédent, il conclut en appuyant sur la créativité des nouveaux puzzles.
Rike Lane, de Eurogamer, trouve le jeu bien trop court (quatre heures pour la quête principale et deux ou trois de plus pour les challenges annexes) et la « fin extrêmement abrupte ». De plus, de nombreux problèmes apparaissent avec la 3D selon lui : les lévitations d'objets sont plus hasardeuse avec le magicien et la visée avec l'arc de Zoya devient très compliquée. Le seul point positif de cet opus selon Lane est l'amélioration des combats : les ennemis peuvent désormais encercler le joueur, donnant lieu à des scènes plus intéressantes qu'auparavant où les ennemis ne pouvaient attaquer que de deux fronts.

## Postérité
Après la sortie et les critiques des fans sur la durée de vie et la suppression d’éléments dans la série, Joel Kinnunen, vice président de Frozenbyte, poste sur les forums de Steam un message pour expliquer les choix de l'entreprise. Malgré un budget de 5 millions de dollars, plus du triple par rapport à Trine 2, les développeurs ont dû réduire leurs objectifs prévus initialement. Alors que les joueurs reprochent à Frozenbyte d'avoir raccourci le jeu afin de sortir des DLC payant, l'entreprise se justifie en déclarant que « 6-7 heures est ce que nous pensons que les joueurs passeront en moyenne sur le jeu », et qu'aucun DLC n'est prévu, en dehors des corrections gratuites.
Pour Jeuxvideo.com, l'échec commercial du jeu peut être expliqué également par un manque de communication autour de la sortie du jeu, avec un accès anticipé trop confidentiel et pas de mise en avant par le studio. Ces éléments remettent en question selon Frozenbyte l'avenir de la série, qui pourrait ne pas avoir de suite après les réactions négatives des joueurs et de la presse.
En février 2016, le jeu est inclus dans la 16e édition du Humble Indie Bundle.